# Julien Offray de La Mettrie
Julien Offray de La Mettrie (Saint-Malo, 25 de diciembre de 1709-Potsdam, 11 de noviembre de 1751) fue un médico y filósofo francés, uno de los primeros escritores materialistas de la Ilustración. Es conocido por su trabajo L'homme machine (El hombre máquina). 
La Mettrie es más recordado por asumir la posición de que los humanos son animales complejos y no tienen más alma que otros animales. Consideró que la mente es parte del cuerpo y que la vida debe vivirse para producir placer (hedonismo). Sus puntos de vista fueron tan controvertidos que tuvo que huir de Francia y establecerse en Berlín.

## Vida y obra

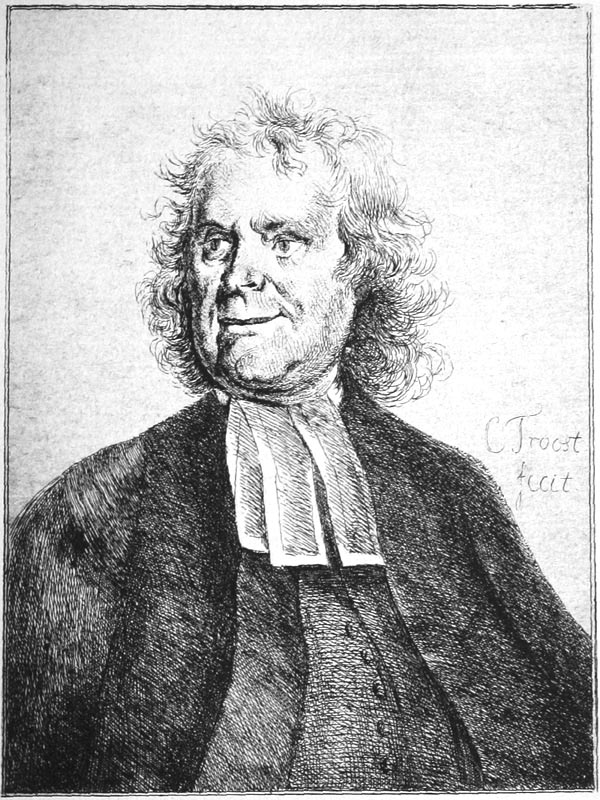
En Leiden, La Mettrie estudió con el médico Herman Boerhaave.

Hijo de un comerciante de Saint-Malo, fue enviado a estudiar gramática y humanidades a París para posteriormente cursar retórica en Caen, bajo la dirección de los jesuitas. Después de estudiar teología en las escuelas jansenistas durante algunos años, súbitamente decidió adoptar la profesión de la medicina, disciplina en la que se graduó en Reims cuando no había cumplido los veinte años. En 1733 fue a Leiden para continuar sus estudios bajo la tutela de Boerhaave, un afamado profesor de ideas naturalistas y spinozistas, y en 1742 regresó a París, donde obtuvo el empleo de cirujano militar. Durante un ataque de fiebre, nota la acción de la circulación acelerada sobre su mente y sobre sí mismo, lo que lo lleva a la conclusión de que los fenómenos psíquicos deben representarse como los efectos de cambios orgánicos en el cerebro y el sistema nervioso. Esta conclusión la trabajó en uno de sus primeros escritos filosóficos, la Historia natural del alma (1745). Tal impacto tuvo su publicación que La Mettrie tuvo que refugiarse en Leiden, donde desarrolló sus teorías con gran originalidad y de la manera más completa y atrevida, en sus obras El hombre máquina y El hombre planta, tratados consistentemente materialistas. La ética de estos principios fue trabajada en sus obras el Discurso sobre la felicidad y El arte de gozar o la escuela de la voluptuosidad, donde propone que el final de la vida se encuentra en los placeres de los sentidos, y que la virtud puede reducirse a amor propio. El ateísmo es la única manera de asegurar la felicidad del mundo, que ha sido hecha imposible por las guerras de los teólogos, bajo la excusa de un "alma" inexistente. Cuando la muerte llega, la “farsa se acaba” (la farce est jouée), así que tomemos el placer mientras podamos. Tan fuerte fue la reacción contra La Mettrie y su pensamiento que éste se vio obligado a salir de los Países Bajos, para radicarse en Berlín, donde Federico el Grande no sólo le permitió continuar su práctica médica, sino que lo tituló lector de la corte. Allí La Mettrie escribió su libro principal Discurso sobre la felicidad (1748), que le valió el rechazo de los líderes de la Ilustración como Voltaire, Diderot, y D'Holbach.

### Muerte
Se dijo que la exaltación que otorgó La Mettrie al placer de los sentidos resultó en su muerte temprana. Aquellos que no estaban de acuerdo con la filosofía de La Mettrie usaron su muerte para afirmar que el sensualismo ateo termina de esa manera. El embajador británico lord Tyrconnel había sido curado de una enfermedad por La Mettrie y, en agradecimiento, celebró un banquete. El agasajo del diplomático iba a resultar fatal. La Mettrie, que no despreciaba los placeres de la mesa, se excedió al parecer con un paté de faisán con trufas. Se indigestó gravemente y murió el 11 de noviembre de 1751. Tenía 41 años.
Federico el Grande pronunció la oración fúnebre, que sigue siendo la principal fuente biográfica sobre la vida de La Mettrie. Declaró: "La Mettrie murió en la casa de Milord Tyrconnel, el plenipotenciario francés, a quien él había devuelto a la vida. Parece que la enfermedad, sabiendo con quién tenía que tratar, fue lo suficientemente astuta como para atacarlo primero por el cerebro, con el fin de destruirlo con mayor seguridad. Le sobrevino una fiebre violenta con un delirio feroz. El enfermo se vio obligado a recurrir a la ciencia de sus colegas, pero no pudo encontrar en ella la utilidad que tan a menudo había obtenido de la suya propia, tanto para sí mismo como para el público". Federico lo describió además como un buen diablo y médico, pero un autor muy malo. Le sobrevivieron su esposa y una hija de cinco años.

## Filosofía
Julien de La Mettrie es considerado uno de los deterministas más influyentes del siglo XVIII. Creía que los procesos mentales eran causados por el cuerpo. Expresó estos pensamientos en su obra más importante El Hombre Máquina. Allí también expresó su creencia de que los humanos operaban como máquinas. Se puede considerar que esta teoría se basa en el trabajo de Descartes y su enfoque del cuerpo humano funcionando igual que una máquina. La Mettrie creía que el hombre, cuerpo y mente, funcionaba como una máquina. Aunque ayudó a promover la visión de la mecanización de Descartes al explicar el comportamiento corporal humano, argumentó en contra de la visión dualista de Descartes sobre la mente. Sus opiniones eran tan fuertes que afirmó que Descartes era en realidad un materialista en lo que respecta a la mente.
El filósofo David Skrbina considera a La Mettrie partidario del "materialismo vitalista":

Para él, la mente era una entidad muy real y claramente estaba incrustada en un cosmos material. Una solución obvia, por lo tanto, era ver la materia misma como inherentemente dinámica, capaz de sentir, incluso inteligente. El movimiento y la mente se derivan de algunos poderes inherentes de la vida o de la sensibilidad que moran en la materia misma o en las propiedades organizativas de la materia. Ese punto de vista, a veces llamado materialismo vitalista, es el que adoptaron LaMettrie y más tarde Diderot. Los comentaristas a menudo retratan a LaMettrie como un mecanicista porque se supone que cualquiera que niegue el reino espiritual debe ver todas las cosas, y en particular todos los seres vivos, como productos de materia muerta. Es bastante común, incluso hoy, equiparar el materialismo con el mecanicismo. Pero, como se ha señalado, los dos son lógicamente independientes. [...] Aunque obviamente adoptó el término 'máquina' en su L'Homme Machine, lo era en un sentido específicamente vitalista.

Charles T. Wolfe argumenta que el propio La Mettrie se refirió a su filosofía como un Sistema Epicuro-Cartesiano, aunque Wolfe también afirma que La Mettrie es un Epicuro-Spinozista. Conocía y citaba la obra del epicúreo Lucrecio. Wolfe también dice que creó:

... una nueva y quizás única forma de epicureísmo en y para la Ilustración: ni un mero hedonismo ni una estricta especulación materialista sobre la naturaleza de los cuerpos vivos, sino un 'epicureísmo médico'.

### El hombre y el animal
Antes de El hombre máquina, publicó La historia natural del alma en 1745. Argumentó que los humanos eran solo animales complejos. Surgió una gran controversia debido a su creencia de que "de los animales al hombre no hay una transición abrupta". Más tarde se basó en esa idea: afirmó que los humanos y los animales estaban compuestos de materia organizada. Él creía que los humanos y los animales solo eran diferentes en cuanto a la complejidad en la que estaba organizada la materia. Comparó las diferencias entre el hombre y el animal con las de los relojes de péndulo de alta calidad y dijo: "[El hombre] es para el mono y para los animales más inteligentes, como el péndulo planetario de Huygens es para un reloj de Julien Le Roy". La idea de que esencialmente no existía una diferencia real entre humanos y animales se basó en sus hallazgos de que los sentimientos sensoriales estaban presentes en animales y plantas. Si bien reconoció que solo los humanos hablaban un idioma, pensó que los animales eran capaces de aprender un idioma. Usó a los simios como ejemplo, afirmando que si fueran entrenados serían "[hombres] perfectos". Expresó además sus ideas de que el hombre no era muy diferente de los animales al sugerir que nosotros aprenden por imitación como lo hacen los animales.
Sus creencias sobre humanos y animales se basaban en dos tipos de continuidad. La primera era una continuidad débil, lo que sugiere que los humanos y los animales están hechos de las mismas cosas pero organizados de manera diferente. Sin embargo, su énfasis principal residía en una continuidad fuerte: la idea de que la psicología y el comportamiento entre humanos y animales no eran tan diferentes.

### El hombre máquina
La Mettrie creía que el hombre funcionaba como una máquina debido a que los pensamientos mentales dependían de las acciones corporales. Luego argumentó que la organización de la materia en un nivel alto y complejo dio como resultado el pensamiento humano. No creía en la existencia de Dios. Prefirió argumentar que la organización de los humanos se hizo para proporcionar el mejor uso posible de la materia compleja.
En La historia natural del alma explica mecánicamente las funciones de la mente como la memoria y la percepción sensorial.

La causa de la memoria es, de hecho, mecánica, como lo es la memoria misma. Parece depender de lo que está cerca de las impresiones corporales del cerebro, que trazan las ideas que le siguen. El alma no puede descubrir una huella, o una idea, sin recordar a las otras las que habitualmente iban juntas.

Epistemológicamente La Mettrie defendió un empirismo donde la experiencia es fuente del conocimiento.

A decir verdad, los sentidos nunca nos fallan, excepto cuando juzgamos sus informes con demasiada precipitación, porque de lo contrario son ministros leales. El alma seguramente puede contar con que ellos la evitarán de las trampas que se le presenten. Los sentidos están siempre alerta y siempre listos para corregir los errores de los demás.

La Mettrie llegó a esta creencia después de descubrir que sus enfermedades físicas y mentales estaban asociadas entre sí. Después de reunir suficiente evidencia, en los campos médico y psicológico, publicó el libro. Algunas de las pruebas que presentó La Mettrie no se tuvieron en cuenta debido a su naturaleza. Argumentó que eventos como un pollo decapitado corriendo, o un corazón de un animal recién extraído que todavía funciona, demostraban la conexión entre el cerebro y el cuerpo. Si bien las teorías se basaron en las de La Mettrie, sus trabajos no fueron necesariamente científicos. Más bien, sus escritos fueron controvertidos y desafiantes.

### Naturaleza humana
Expresó además sus creencias radicales al afirmarse a sí mismo como un determinista, descartando el uso de jueces. No estaba de acuerdo con las creencias cristianas y enfatizó la importancia de perseguir el placer sensual, un enfoque hedonista del comportamiento humano muy influido por el epicureísmo.

La felicidad depende de causas corporales, como ciertas disposiciones del cuerpo, naturales o adquiridas, es decir, procuradas por la acción de cuerpos extraños sobre el nuestro.

Además, analizó el comportamiento humano al cuestionar la creencia de que los humanos tienen un mayor sentido de la moralidad que los animales. Señaló que los animales rara vez se torturaban unos a otros y argumentó que algunos animales eran capaces de cierto nivel de moralidad. Creía que, como máquinas, los humanos seguirían la ley de la naturaleza e ignorarían sus propios intereses por los de los demás.

### Influencia
La Mettrie influyó más directamente en Pierre-Jean-Georges Cabanis, un médico francés. Trabajó con los puntos de vista materialistas de La Mettrie, pero los modificó para que no fueran tan extremos. Las creencias extremas de La Mettrie fueron fuertemente rechazadas, pero su trabajo ayudó a influir en la psicología, específicamente en el conductismo. Su influencia se ve en el enfoque reduccionista de los psicólogos del comportamiento. Sin embargo, la reacción violenta que recibió fue tan fuerte que muchos conductistas sabían muy poco o nada acerca de La Mettrie y más bien construyeron a otros materialistas con argumentos similares.

## Eponimia
El asteroide (7095) Lamettrie fue nombrado así en su honor.

## Obras
- Obra Filosófica. Madrid: Editora Nacional. 1983.
- El Hombre Máquina. Buenos Aires: EUDEBA. 1961.
- Discurso sobre la Felicidad. Buenos Aires: El Cuenco de Plata. 2010.
- El hombre máquina, El hombre planta y otros escritos. Buenos Aires: El Cuenco de Plata. 2014.
- El Arte de Gozar. Córdoba: Universidad Nacional de Córdoba y Encuentro Grupo Editor. 2008.
- El Arte de Gozar. Pamplona: Laetoli. 2015.